# Jugon-les-Lacs (comuna delegada)
Jugon-les-Lacs (en bretón Lanyugon) era una comuna francesa situada en el departamento de Costas de Armor, de la región de Bretaña, que el 1 de enero de 2016 pasó a ser una comuna delegada de la comuna nueva de Jugon-les-Lacs-Commune-Nouvelle al fusionarse con la comuna de Dolo.

## Demografía
| Gráfica de evolución demográfica de Jugon-les-Lacs entre 1800 y 2013 |
|                                                                      |

Los datos demográficos contemplados en este gráfico de la comuna de Jugon-les-Lacs se han cogido de 1800 a 1999 de la página francesa EHESS/Cassini, y los demás datos de la página del INSEE.